# 英女皇 (電影)
《黛妃與女皇》（英語：The Queen）是一部由史提芬·費雅斯爵士於2006年執導的電影，講述英女皇伊利沙伯二世（海倫·美蘭飾演）在威爾斯王妃戴安娜車禍逝世之後，與首相托尼·布莱尔（米高·辛飾演）一段在幕後緊密合作的關係。當中，影片特別刻劃女皇和首相兩人在處理戴妃之死一事上，為了同時保持皇室的低調與滿足公眾熱切的關注，而要面對進退失據的窘局。此外，電影女主角海倫·美蘭憑此在2007年奪得奥斯卡最佳女主角奖。

## 劇情
英國1997年大選，當選的貝理雅成為18年以來首位工黨首相。女皇隨後在畫家為她繪官方人像畫的時候，就向畫家表達自己沒有選舉權而感到遺憾。而片中的女皇也對貝理雅有點提防，這是因為貝理雅在選後提出要國家「現代化」，但貝理雅亦同時保證尊重皇室的獨立地位。稍後，貝理雅首次前往白金漢宮和女皇進行每周匯報，席間女皇又指令他組織新一屆政府。
數個月後，威爾斯王妃戴安娜與男友多迪·法耶茲在法国巴黎遇上車禍喪生，全英國即時一片愁雲慘霧，成千上萬的民眾前往白金漢宮，在宮殿外的欄柵前放下鮮花致哀。而貝理雅亦發表了一篇由副手阿拉斯泰爾·坎貝爾所寫的演辭，內容形容戴安娜是「人民王妃」，此話一出，遂為坊間所廣泛採用。
死訊傳出的時候，皇室家庭正在女皇位於蘇格蘭阿伯丁郡的宅第巴爾莫勒爾堡渡假。當聽到他們一向鍾愛有加的戴安娜香消玉殞，家庭中年長的成員無不感到心情複雜。電影中的女皇伊利沙伯二世認為，由於戴安娜在去年與她的兒子威爾斯親王查爾斯離婚，所以並不算是皇室家庭中的成員，為此，她向貝理雅堅持，葬禮應該以「私人性質」交給戴安娜的後人辦理。經過一番的猶豫，女皇又答允了兒子的請求，讓他乘搭女皇飛行隊的飛機前往巴黎辦理後事，並把王妃的遺體運回英國。而查理斯則保證戴安娜的靈柩一定會蓋上皇室旗幟，而非一件「沒有裝飾的木盒」。
在倫敦，群眾的鮮花排山倒海般擠滿了皇宮的欄柵外面，使得衛兵平日的換班儀式也要移到別處舉行。與此同時，英國的小報開始因為皇室遲遲沒有向公眾發表任何弔唁，而不耐煩起來。至於查理斯王子在戴安娜的遺體運返英國後，與貝理雅進行了簡短的談話，期間查理斯同意貝理雅的看法，認為皇室有必要更主動向公眾表達哀思。到個這時候，貝理雅的支持度已因為事件不斷急升，這很大程度是因為他的幕僚，包括他的太太彭雪玲給予不少有用的建議所造成的，但這批幕僚大多傾向共和，更認為君主制已過時落伍。
然而，貝理雅並不熱情於共和，相反，他卻設法向皇室家庭施以援手，以免他日皇室泥足深陷而無可求藥。儘管他與皇室的意見不盡相同，但他仍然對皇室表示尊重，又對妻子對皇室的態度加以叱責。（在稍後，貝理雅又表露自己是傳統主義者，支持皇室，並對工黨黨內對皇室的鄙視方針加以憤斥）。經過數天以後，面臨著與日俱增的沉重壓力，貝理雅向身在巴爾莫勒爾堡的女皇提出幾道緊急措施，以期及時挽回民眾對皇室的信心。這些措施包括，女皇應出席戴安娜在西敏寺的公開喪禮、在白金漢宮以英國國旗下半旗致哀（近400年以來首次）、以及親自在皇宮發表電視演說，向全國臣民講述對戴妃之死的感受。
貝理雅的建議使王夫爱丁堡公爵菲利普亲王和皇太后伊利沙伯皆感到相當憤怒。他們認為，採取這些措施，將等同向那些瘋狂的傳媒毫無尊嚴的投降，到時皇室必處於更嚴峻的困境。女皇明白到他們的理據，但同時也有所保留。當她稍後和母后談話的時候，女皇打趣地說社會的某些價值觀已經改變，統治者若果不能再理解人民就應該讓位，而皇太后則叫女皇不要忘記她當初成為公主時所下的誓言（即「無論長或短，我要獻出一生......為你們服務」）。
最後英女皇返回伦敦，除了視察宮殿外堆積如山的鮮花外，又發表電視演說，講述戴妃的生活與工作。兩個月以後，貝理雅前往皇宮作一次每周匯報，這時女皇的支持度已經回復正常，但她相信自己將永遠無法從「那星期」回復過來。此外，女皇又向貝理雅提醒到，支持他的民眾終有一日也會反過來反對他。開了一番玩笑後，兩人就走到了御花園，融洽地討論起施政國計來。

## 演員列表
| 演員                        | 角色              | 備註 |
| --------------------------- | ----------------- | --- |
| 海倫·美蘭 Helen Mirren      | 英女皇            | 這是她第三次飾演英國的女皇與皇后。她曾分別在1994年和2005年飾演英皇佐治三世之妻夏洛特皇后和英格蘭女皇伊利沙伯一世 |
| 米高·辛 Michael Sheen       | 貝理雅            | 米高·辛曾在2003年出演同一角色                                                                                    |
| 占士·康維爾 James Cromwell  | 菲臘親王          | 占士·康維爾全名是「占士·奧列弗·康維爾」，與英國內戰領袖奧列弗·康維爾的名字相近                                   |
| 阿歷·真寧斯 Alex Jennings   | 查理斯王子        | |
| 海倫·麥歌莉 Helen McCrory   | 彭雪玲            | |
| 施維亞·森絲 Sylvia Syms     | 英皇太后          | |
| 羅傑·艾蘭 Roger Allam       | 羅賓·詹夫林       | |
| 提姆·麥克穆蘭 Tim McMullan  | 史蒂芬·藍波特     | |
| 麥克·巴茲利 Mark Bazeley    | 阿拉斯泰爾·坎貝爾 | |
| 道格拉斯·里思 Douglas Reith | 艾爾利勳爵        | |

## 製作

英女皇伊利沙伯二世由海倫·美蘭飾演。

本片劇本由彼得·摩根（Peter Morgan）所寫，百代電影公司製作。電影中飾演貝理雅的米高·辛（Michael Sheen）曾在2003年的電視劇集《The Deal》飾演同一角色，而該劇和本片都同樣由史提芬·費雅斯爵士擔任導演。
本片分別在英格蘭的倫敦、白金漢郡的霍爾頓府（Halton House）和蘇格蘭高地取景拍攝。
女主角海倫·美蘭表示，由於自己的咀和女皇同樣是微微下彎，所以只要戴上假髮和眼鏡便已經貌似女皇。此外，她又在拍攝時觀看不少關於英女皇的電影和紀錄片，並時常以女皇的照片傍身，以使自己能夠模仿女皇。說話方面，美蘭又接受了大量的說話訓練，以便在電視講話中一幕完全捕捉女皇的神髓。據編劇摩根所說，製作到尾聲的時候，一向習慣輕鬆倦怠的製作人員，見到美蘭卻恍如女皇駕到，無不腰背挺直，雙手放後，恭候她的到臨。

## 歷史準繩
本片編劇摩根的資料來源，主要是透過與接近首相和皇室的人士所進行的大量訪問而來。而這些訪問的資料大多是互相支持的，好讓摩根有足夠的資料想像劇情。
劇中的不少角色都被認為能夠反映出真人的性格。以彭雪玲為例，她對皇室的敵視態度早為傳媒廣泛報導，例如《每日郵報》就曾經報導她拒絕行屈膝禮。而據摩根所說，菲臘親王愛以「捲心菜」（cabbage）作為對妻子的匿稱。
本片對貝理雅也作了細緻的刻劃，例如在貝理雅私人辦公室內放置了一把電結他，以說明貝理雅在大學時代曾經參加樂隊。至於有一幕貝理雅在唐寧街10號穿著紐卡素足球會的毛衣吃早餐，則反映了他是紐卡素的支持者。

## 雜記
- 截至2007年3月2日，本片在美國賺得5280萬美元，在全球則一共賺得超過1億美元[5]。以製作開支僅1500萬而言，票房收益可謂十分之高。有趣的是，本片在獲得金球獎和廣泛發行以前，已經是一大成功。
- 英國和美國分別在2007年的3月12日和4月24日發行DVD。DVD將收錄製作花絮，裝作人員訪問和英女皇的傳記。
- 英女皇伊利沙伯二世本人並沒有對電影給予任何評語，但表示不希望勾起當年傷痛的回憶，所以現在和將來都不會看這電影[6]。
- 海倫·美蘭得到金球獎最佳女主角後表示，此獎應該是屬於英女皇的。

## 獎項
| 年份   | 頒獎典禮                        | 結果 | 獎項                      | 得獎者                     |
| ------ | ------------------------------- | ---- | ------------------------- | -------------------------- |
| 2007年 | 第79屆奧斯卡金像獎              | 獲獎 | 最佳女主角                | 海倫·美蘭                  |
| 2007年 | 第79屆奧斯卡金像獎              | 提名 | 年度最佳影片              |                            |
| 2007年 | 第79屆奧斯卡金像獎              | 提名 | 最佳導演                  | 史蒂芬·費亞斯              |
| 2007年 | 第79屆奧斯卡金像獎              | 提名 | 最佳原著劇本              | 彼得·摩根                  |
| 2007年 | 第79屆奧斯卡金像獎              | 提名 | 最佳配樂                  | 亚历山大·德斯普拉          |
| 2007年 | 第79屆奧斯卡金像獎              | 提名 | 最佳服裝設計              |                            |
| 2006年 | 第六十屆英國電影學院獎（BAFTA） | 獲獎 | 最佳影片                  |                            |
| 2006年 | 第六十屆英國電影學院獎（BAFTA） | 獲獎 | 最佳女主角                | 海倫·美蘭                  |
| 2006年 | 第六十屆英國電影學院獎（BAFTA） | 提名 | 出色英國電影              |                            |
| 2006年 | 第六十屆英國電影學院獎（BAFTA） | 提名 | 大衛·連最佳導演獎         | 史提芬·費亞斯              |
| 2006年 | 第六十屆英國電影學院獎（BAFTA） | 提名 | 最佳男配角                | 米高·辛                    |
| 2006年 | 第六十屆英國電影學院獎（BAFTA） | 提名 | 最佳原著劇本              | 彼得·摩根                  |
| 2006年 | 第六十屆英國電影學院獎（BAFTA） | 提名 | 安東尼·阿斯奎斯最佳配樂獎 | 亚历山大·德斯普拉          |
| 2006年 | 第六十屆英國電影學院獎（BAFTA） | 提名 | 剪輯                      | 魯西婭·澤切蒂              |
| 2006年 | 第六十屆英國電影學院獎（BAFTA） | 提名 | 服裝設計                  |                            |
| 2006年 | 第六十屆英國電影學院獎（BAFTA） | 提名 | 化妝及髮型                |                            |
| 2006年 | 美國演員工會獎                  | 獲獎 | 最佳女主角 （電影）       | 海倫·美蘭                  |
| 2006年 | 美國導演工會獎                  | 提名 | 最佳電影導演              | 史提芬·費亞斯              |
| 2006年 | 美國電影編劇工會獎              | 提名 | 最佳原著劇本              | 彼得·摩根                  |
| 2006年 | 美國製片工會獎                  | 提名 | 年度最佳影片              |                            |
| 2006年 | 第64屆金球獎                    | 獲獎 | 最佳女主角 （劇情片）     | 海倫·美蘭                  |
| 2006年 | 第64屆金球獎                    | 獲獎 | 最佳劇本                  | 彼得·摩根                  |
| 2006年 | 第64屆金球獎                    | 提名 | 最佳劇集電影              |                            |
| 2006年 | 第64屆金球獎                    | 提名 | 最佳導演                  | 史提芬·費亞斯              |
| 2006年 | 美國廣播影評人協會獎            | 獲獎 | 最佳女主角                | 海倫·美蘭                  |
| 2006年 | 美國廣播影評人協會獎            | 提名 | 最佳影片                  |                            |
| 2006年 | 美國廣播影評人協會獎            | 提名 | 最佳導演                  | 史提芬·費亞斯              |
| 2006年 | 美國廣播影評人協會獎            | 提名 | 最佳編劇                  | 彼得·摩根                  |
| 2006年 | 多倫多影評人協會獎              | 獲獎 | 最佳影片                  |                            |
| 2006年 | 多倫多影評人協會獎              | 獲獎 | 最佳女角                  | 海倫·美蘭                  |
| 2006年 | 多倫多影評人協會獎              | 獲獎 | 最佳配角                  | 米高·辛                    |
| 2006年 | 多倫多影評人協會獎              | 獲獎 | 最佳導演                  | 史提芬·費亞斯              |
| 2006年 | 多倫多影評人協會獎              | 獲獎 | 最佳編劇                  | 彼得·摩根                  |
| 2006年 | 紐約影評人協會獎                | 獲獎 | 最佳女角                  | 海倫·美蘭                  |
| 2006年 | 紐約影評人協會獎                | 獲獎 | 最佳編劇                  | 彼得·摩根                  |
| 2006年 | 洛杉磯影評人協會獎              | 獲獎 | 最佳女角                  | 海倫·美蘭                  |
| 2006年 | 洛杉磯影評人協會獎              | 獲獎 | 最佳配角                  | 米高·辛                    |
| 2006年 | 洛杉磯影評人協會獎              | 獲獎 | 最佳編劇                  | 彼得·摩根                  |
| 2006年 | 洛杉磯影評人協會獎              | 獲獎 | 最佳配樂                  | 亚历山大·德斯普拉          |
| 2006年 | 洛杉磯影評人協會獎              | 提名 | 最佳影片                  |                            |
| 2006年 | 國家影評人協會獎                | 獲獎 | 最佳女角                  | 海倫·美蘭                  |
| 2006年 | 國家影評人協會獎                | 獲獎 | 最佳編劇                  | 彼得·摩根                  |
| 2006年 | 美國衛星獎                      | 提名 | 最佳劇情電影              |                            |
| 2006年 | 美國衛星獎                      | 獲獎 | 最佳劇情電影女主角        | 海倫·美蘭                  |
| 2006年 | 美國衛星獎                      | 提名 | 最佳導演                  | 史提芬·費亞斯              |
| 2006年 | 美國衛星獎                      | 提名 | 最佳原著劇本              | 彼得·摩根                  |
| 2006年 | 全美影評人協會獎                | 獲獎 | 最佳女角                  | 海倫·美蘭                  |
| 2006年 | 芝加哥國際電影節                | 獲獎 | 觀眾票選最佳影片獎        | 史提芬·費亞斯              |
| 2006年 | 英國獨立電影獎                  | 獲獎 | 最佳編劇                  | 彼得·摩根                  |
| 2006年 | 英國獨立電影獎                  | 提名 | 最佳英國獨立電影          |                            |
| 2006年 | 英國獨立電影獎                  | 提名 | 最佳導演                  | 史提芬·費亞斯              |
| 2006年 | 英國獨立電影獎                  | 提名 | 最佳女角                  | 海倫·美蘭                  |
| 2006年 | 英國獨立電影獎                  | 提名 | 最佳技術成就              | 艾倫·麥克唐納 （製作設計） |
| 2006年 | 英國獨立電影獎                  | 提名 | 最佳技術成就              | 丹尼爾·菲利普斯 （化妝）   |
| 2006年 | 威尼斯電影節                    | 獲獎 | 最佳女角                  | 海倫·美蘭                  |
| 2006年 | 威尼斯電影節                    | 獲獎 | 最佳編劇                  | 彼得·摩根                  |
| 2006年 | 威尼斯電影節                    | 提名 | 金獅獎                    |                            |

## 外部連結
- 互联网电影数据库（IMDb）上《英女皇》的资料（英文）
- 爛番茄上《英女皇》的資料（英文）
- AllMovie上《英女皇》的资料（英文）
- Box Office Mojo上《英女皇》的資料（英文）
- Metacritic上《英女皇》的資料（英文）
- Yahoo奇摩電影上《英女皇》的資料（繁體中文）
- 開眼電影網上《英女皇》的資料（繁體中文）
- 时光网上《英女皇》的資料（简体中文）
- 豆瓣电影上《英女皇》的資料 （简体中文）